# 青木俊介 (研究者)
青木 俊介（あおき しゅんすけ、1989年12月3日 - ）は、日本の研究者、大学教員、エンジニアである。国立情報学研究所所属。Turing株式会社共同創業者(CTO)。名古屋大学客員准教授。東京大学協力研究員。

## 人物
神奈川県川崎市出身。2014年3月、東京大学大学院情報理工学系研究科修士課程を修了。その後アメリカ・カーネギーメロン大学に留学し、2020年に博士号を取得。アメリカではサイバー信号機 を提唱・発明。またゼネラルモーターズ社の自動運転ソフトウェアウルトラクルーズの設計・開発に関わる。
専門は自動運転システム・サイバーフィジカルシステム。国内外から受賞多数。
2021年に完全自動運転の実現を目指してTuring株式会社を共同創業。CTOとして自動運転システムの開発を主導している。また教育者としても「突き抜けた能力を持つ人材」の発掘に注力している。
2023年からは経済産業省SDVワーキンググループなどの有識者会議にも参加。自動車ソフトウェアやドローン技術・ロボット技術の国産化を目標に掲げている

## 略歴
- 2008年 - 駒場東邦高等学校卒業[10]
- 2012年 - 早稲田大学基幹理工学部卒業[11]
- 2014年 - 東京大学大学院情報理工学系研究科修士課程修了
- 2020年 - カーネギーメロン大学 Electrical & Computer Engineering博士課程修了
- 2021年 - 国立情報学研究所 助教 青木研究室主宰
- 2021年 - 山本一成と共同でTuring株式会社を設立